# Bizmut-trioxid
A bizmut oxigénnel két vegyületet alkot, úgymint a Bi2O3 összetételű bizmut-trioxidot és a Bi2O5 összetételű bizmut-pentoxidot.

## Előállítása
A bizmut-trioxid (Bi2O3) sárga por alakjában keletkezik, ha a fém bizmutot levegőben vagy még inkább oxigénben magas hőmérsékletre hevítjük. Előállítható azonban a bizmut-hidroxid (Bi(OH)3) vagy akár a bizmut-nitrát (Bi(NO3)3) hevítéssel való elbontása útján is.

## Fizikai, kémiai tulajdonságai
A bizmut-trioxid 820 °C-on olvad, és hevítéskor megbarnul. Jellegzetes tulajdonsága, hogy a platinát megtámadja, ezért nem tanácsos bizmutvegyületeket platinaedényben hevíteni. A bizmut-trioxid vízben nem oldódik. Minthogy azonban savak bizmutsók képződése közben könnyen oldják, gyenge bázisnak tekinthető. Nem amfoter jellegű és még erős bázisok sem oldják.

## Felhasználása
A bizmut-oxidot ólom(II)-oxiddal együtt nagy törésmutatójú üvegek előállítására használják.